# Jean-Louis Lafosse
Jean-Louis Lafosse (ur. 15 marca 1941 roku w Dakarze, zm. 13 czerwca 1981 roku w Le Mans) – francuski kierowca wyścigowy.

## Kariera
Lafosse rozpoczął karierę w międzynarodowych wyścigach samochodowych w 1968 roku od startów w Formule France. Z dorobkiem trzech punktów uplasował się na 26 pozycji w klasyfikacji generalnej. W późniejszych latach Francuz pojawiał się także w stawce Brytyjskiej Formuły 3, European 2-litre Sports Car Championship for Makes, Europejskiej Formuły 2, 24-godzinnego wyścigu Le Mans, European Touring Car Championship, French Touring Car Championship, Procar BMW M1, World Challenge for Endurance Drivers oraz World Championship for Drivers and Makes.

## Śmierć
Lafosse zginął podczas 24-godzinnego wyścigu Le Mans w 1981 roku, gdy samochód Rondeau M379C z powodu uszkodzeń mechanicznych wpadł w poślizg i z ogromną prędkością wypadł poza tor. Francuz zmarł na miejscu, a dwóch sędziów zostało rannych.